# Hồng Ngự (phường)
Hồng Ngự là một phường thuộc tỉnh Đồng Tháp, Việt Nam.

## Địa lý
Phường Hồng Ngự có vị trí địa lý:
- Phía đông giáp xã Tân Hồng.
- Phía tây giáp phường Thường Lạc và xã Long Khánh.
- Phía nam giáp phường An Bình.
- Phía bắc giáp tỉnh Prey Veng, Vương quốc Campuchia.

Phường Hồng Ngự có diện tích 64,18 km², dân số năm 2025 là 53.945 người, mật độ dân số đạt 840 người/km².

## Lịch sử
Ngày 16 tháng 6 năm 2025, Ủy ban Thường vụ Quốc hội ban hành Nghị quyết số 1663/NQ-UBTVQH15 về việc sắp xếp các đơn vị hành chính cấp xã của tỉnh Đồng Tháp năm 2025. Theo đó, sắp xếp toàn bộ diện tích tự nhiên, quy mô dân số của phường An Thạnh và các xã Bình Thạnh, Tân Hội (thành phố Hồng Ngự) thành phường mới có tên gọi là phường Hồng Ngự.
Sau khi sáp nhập, phường Hồng Ngự có 64,18 km² diện tích tự nhiên và dân số 53.945 người.